# Нойхайм (Цуг)
Нойхайм (нем. Neuheim ZG) — коммуна в Швейцарии, в кантоне Цуг.
Население составляет 2044 человека (2008 год). Из них 79 % швейцарцы и 21 % иностранцы. В Нойхайме живёт 1089 мужчин и 955 женщин. 63 % населения — католики, 16 % — протестанты, 11 % — атеисты и 10 % имеют другую религию.
Официальный код — 1705.